# Meister der Münchner Domkreuzigung

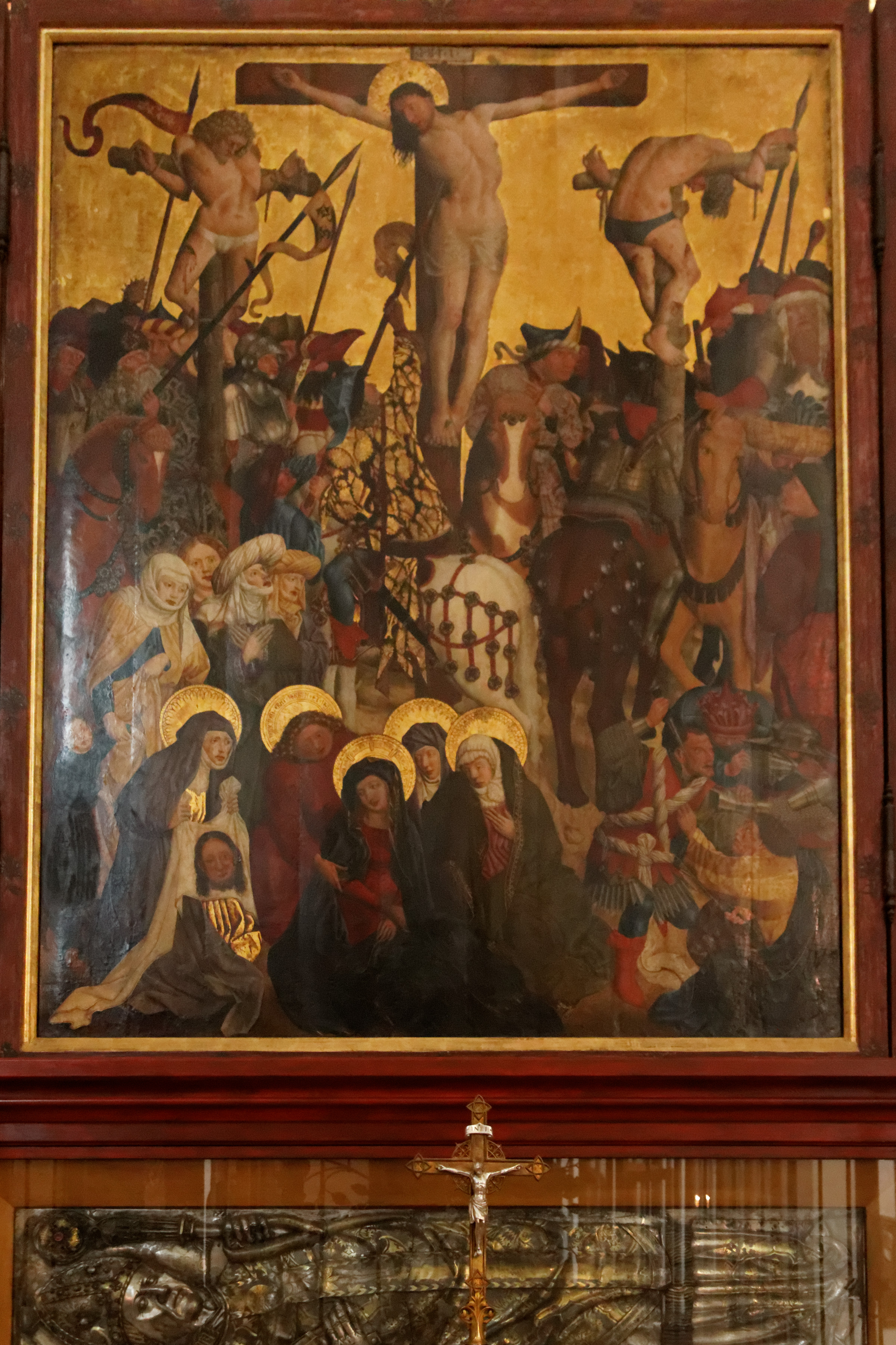
„Münchner Domkreuzigung“, Altarbild des Kreuzaltars der Marienkapelle

Als Meister der Münchner Domkreuzigung wird der mittelalterliche Maler bezeichnet, der um 1440 eine Kreuzigungsszene für einen Altar der Münchner Marienkapelle, der Vorgängerkirche der heutigen Frauenkirche, malte.
Der namentlich nicht bekannte Künstler malte dieses Münchner Domkreuzigung genannte Bild als Mittelbild eines Flügelaltars. Es befindet sich heute in der Kapelle Mariä Opferung der Frauenkirche, die Seitenflügel in der Kunsthalle Zürich. Alfred Stange vergab 1960 in seinem Werk Deutsche Malerei der Gotik diesen Namen für eine Gruppe von Künstlern aus zwei Mitgliedern, von denen er den einen auch als „Meister der [Münchner] Marientafeln“ bezeichnete.
Es wurde vorgeschlagen, dass der Meister der Münchner Domkreuzigung identisch ist mit dem Münchner Stadtmaler Gabriel Angler; dies blieb jedoch umstritten.